# Władysław Nowakowski (konstruktor lotniczy)
Władysław Wojciech Nowakowski (ur. 23 kwietnia 1916 w Kołaczycach, zm. 26 kwietnia 1980 w Bielsku-Białej) – inżynier, konstruktor szybowcowy.

## Życiorys
Syn Władysława, nauczyciela. Ukończył szkołę powszechną w Czudcu, następnie do 1930 uczył się w I Gimnazjum Męskim w Rzeszowie. W 1934 r. zdał egzamin maturalny w Liceum Państwowym we Lwowie i rozpoczął studia na kierunku lotniczym Politechniki Lwowskiej, które ukończył w 1939 r. uzyskując tytuł magistra inżyniera.
W latach 1940–1941 pracował jako konstruktor w Lwowskich Warsztatach Lotniczych, a następnie w Zakładach Szybowcowych Nr 5. Do końca II wojny światowej pracował w Krakowie w biurze konstrukcyjnym firmy Solvay. Pod koniec wojny trafił do obozu koncentracyjnego w Płaszowie.
Po wojnie, mieszkając w Krakowie, rozpoczął wykłady na Wydziale Komunikacji Akademii Górniczo-Hutniczej. W rok później, ówczesny szef Instytutu Szybownictwa, inż. Rudolf Weigl zaproponował mu współpracę. Młody zespół inżynierów-konstruktorów (Marian Gracz, I. Kaniewska, T. Kostia, Franciszek Kotowski, Rudolf Matz, Piotr Mynarski, Justyn Sandauer, Marian Wasilewski, Roman Zatwarnicki, i konstruktor Józef Niespał) przyczynił się do powstania po II wojnie polskich szybowców i rozwoju sportu szybowcowego.
W 1948 r. został awansowany na stanowisko dyrektora Instytutu Szybownictwa (przemianowanego następnie na Szybowcowy Zakład Doświadczalny), które pełnił do 1977 r.
Przez dłuższy czas łączył pracę konstruktora z funkcją wykładowcy na AGH w Krakowie. Był inicjatorem powołania Liceum Lotniczego w Bielsku-Białej, prowadził tam zajęcia z młodzieżą. Był autorem publikacji książkowych. Współorganizował Centralną Szkołę Instruktorów Szybownictwa w Aleksandrowicach. Brał udział w pracach Ligi Lotniczej, Ligi Przyjaciół Żołnierza, Ligi Obrony Kraju oraz Aeroklubu PRL, zasiadał w Radzie i Komisji Szybowcowej APRL. Na forum Międzynarodowej Organizacji Naukowo-Technicznej Szybownictwa (OSTIV) propagował polską technikę szybowcową.
W 1952 r. otrzymał Nagrodę Państwową III stopnia (zespołową) za opracowanie konstrukcji szybowców „Mucha”, „Jastrząb”, „Nietoperz”, „Sęp”, „Kaczka” i „Jaskółka”.
W latach 1954–1955 przebywał w Chińskiej Republice Ludowej, gdzie brał udział w organizacji i rozwoju chińskiego szybownictwa, za co otrzymał Chińską Gwiazdę Przyjaźni.
Pracując jako szef SZD odwiedzał biuro konstrukcyjne i swymi uwagami przyczyniał się do sukcesów konstrukcyjnych powstających tam szybowców. Pierwszą jego konstrukcją był IS-1 Sęp, ostatnią jego pracą był szybowiec SZD-22 Mucha Standard, projektowany specjalnie na Mistrzostwa Świata w Lesznie w roku 1958 (zwyciężył na niej Adam Witek).
W zakresie konstrukcji interesował się szczególnie bezogonowcami, będąc współkonstruktorem SZD-6 Nietoperz i popierając następną konstrukcję, jaką był SZD-13X Wampir i SZD-20X Wampir2.
Był współautorem (ze swoim uczniem Andrzejem Abłamowiczem) podręcznika pilotażu szybowcowego Podręcznik pilota szybowcowego (1967, rozdz. I: Aerodynamika i mechanika lotu), Podstawowe wiadomości z teorii lotu (1953), Aerodynamika i mechanika lotu (1970), Podstawy aerodynamiki i mechaniki lotu (1980).
W 1977 r. przeszedł na emeryturę.
Zmarł 26 kwietnia 1980 r., kilka dni po swych 64 urodzinach. Pochowany w Bielsku-Białej.

## Ordery i odznaczenia
- Krzyż Oficerski Orderu Odrodzenia Polski
- Krzyż Kawalerski Orderu Odrodzenia Polski
- Złoty Krzyż Zasługi (23 sierpnia 1955)[1]
- Srebrny Krzyż Zasługi (8 maja 1946)[7]
- Medal 30-lecia Polski Ludowej
- Medal 10-lecia Polski Ludowej (14 lipca 1955)[8]
- Srebrny Medal „Za zasługi dla obronności kraju”
- Brązowy Medal „Za zasługi dla obronności kraju”
- Odznaka 1000-lecia Państwa Polskiego
- Medal 50-lecia Polskiego Lotnictwa Sportowego 1919–1969
- Złota Odznaka NOT
- Złota Odznaka SIMP
- Złota Odznaka Za Zasługi dla Przemysłu Maszynowego
- Odznaka Zasłużonego Działacza Lotnictwa Sportowego
- Odznaka z plakietką Za Zasługi dla Aeroklubu PRL
- Złota Odznaka Województwa Katowickiego
- Złota Gwiazda Medalu Przyjaźni ChRL (Chiny)